# Tetragnatha tenuissima
Tetragnatha tenuissima är en spindelart som beskrevs av Octavius Pickard-Cambridge 1889.
Tetragnatha tenuissima ingår i släktet sträckkäkspindlar och familjen käkspindlar. Inga underarter finns listade i Catalogue of Life.